# Tmarus candidissimus
Tmarus candidissimus là một loài nhện trong họ Thomisidae.
Loài này thuộc chi Tmarus. Tmarus candidissimus được Cândido Firmino de Mello-Leitão miêu tả năm 1947.